# Druwappelplatz

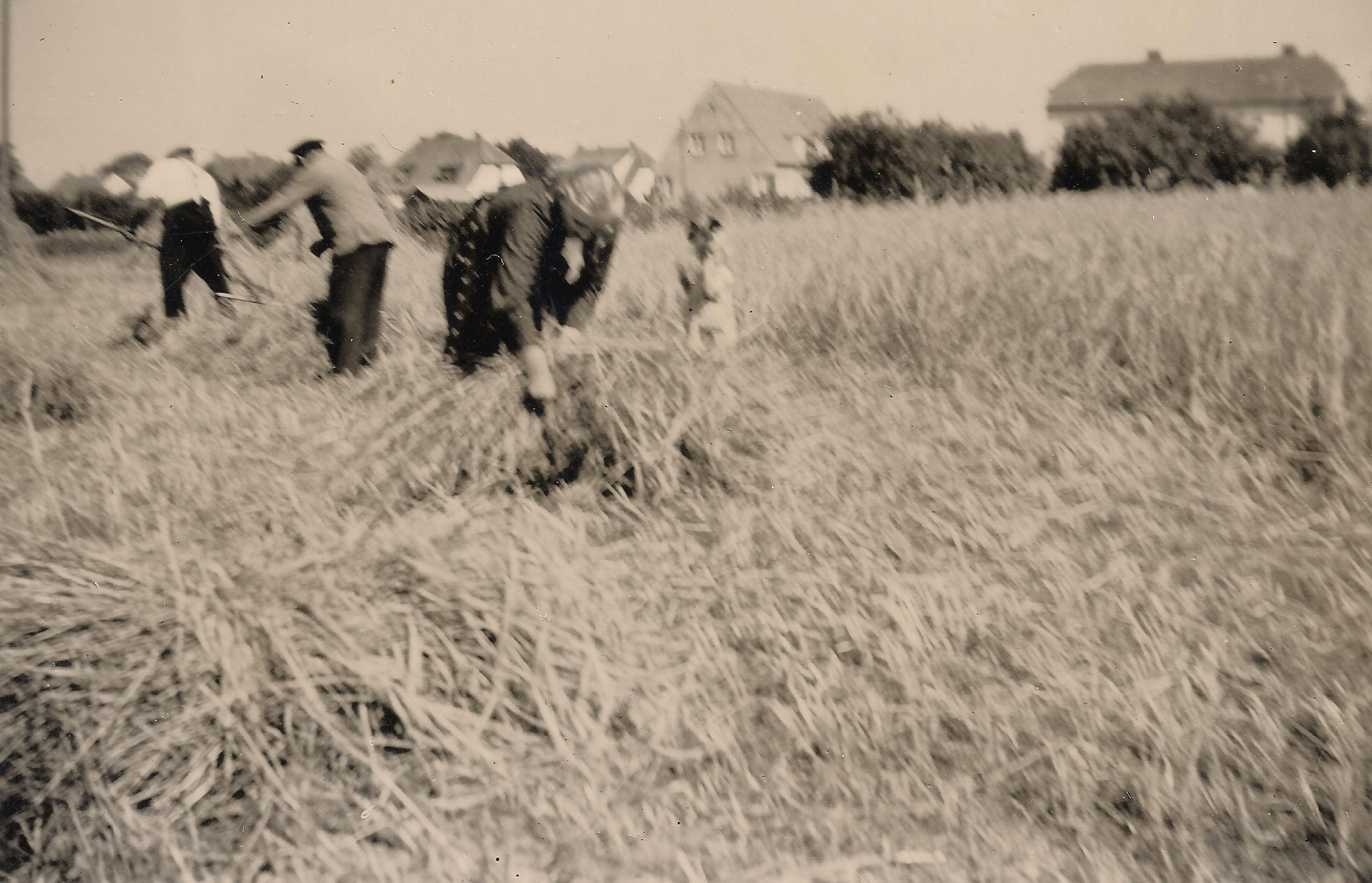
Ernte an der Gartensiedlung Reutershagen ca. 1945. Im Hintergrund der Druwappelplatz (Blick von SW)

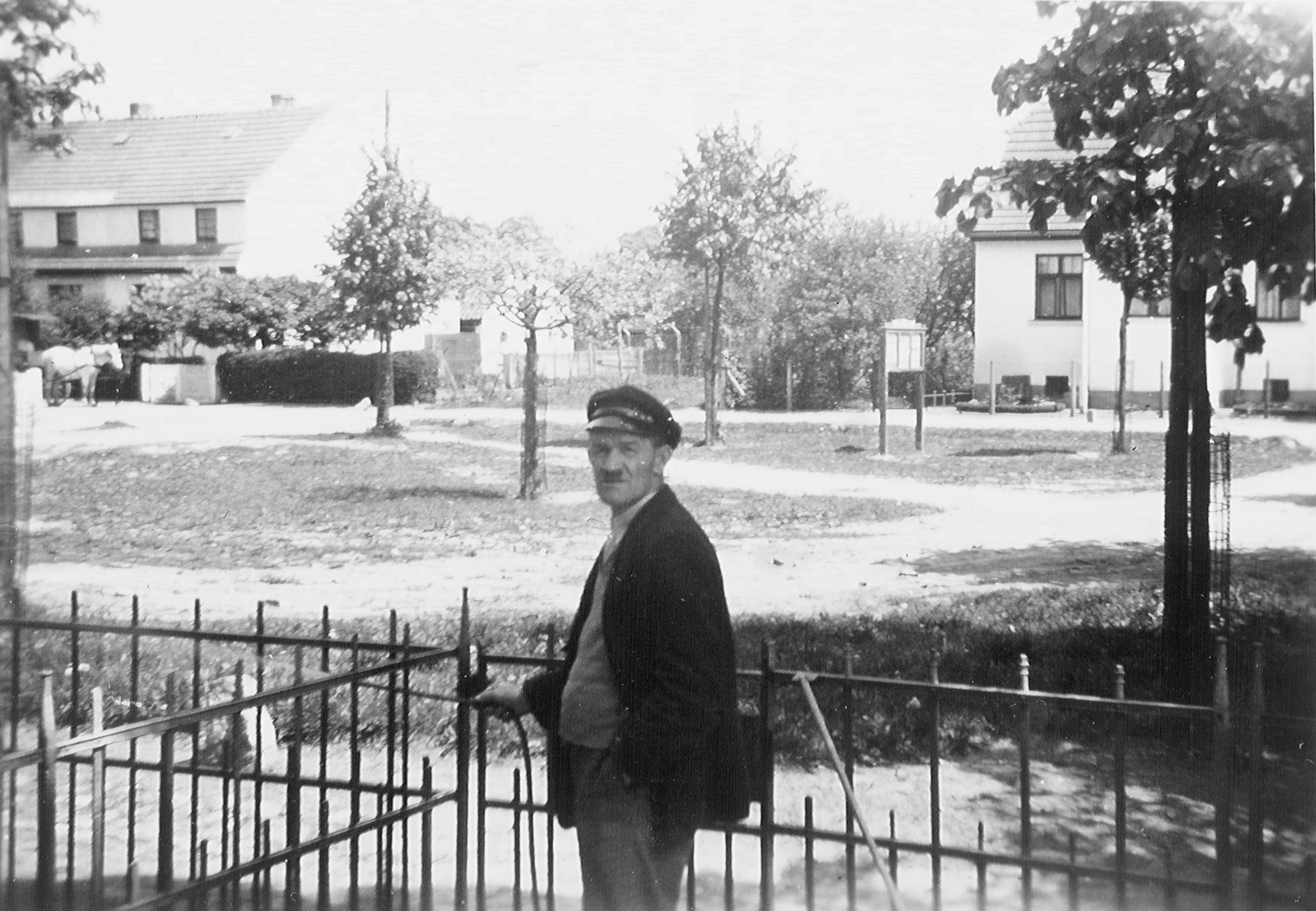
Ansicht des Druwappelplatzes um 1940. Deutlich erkennbar sind die Linden und der zentrale Druwappelbaum (links vom Kopf), die auf dem Platz befindlichen Wege und der Kasten für die amtlichen Bekanntmachungen.

Siedlerfest 1922 – Festumzug auf der Doberaner Straße

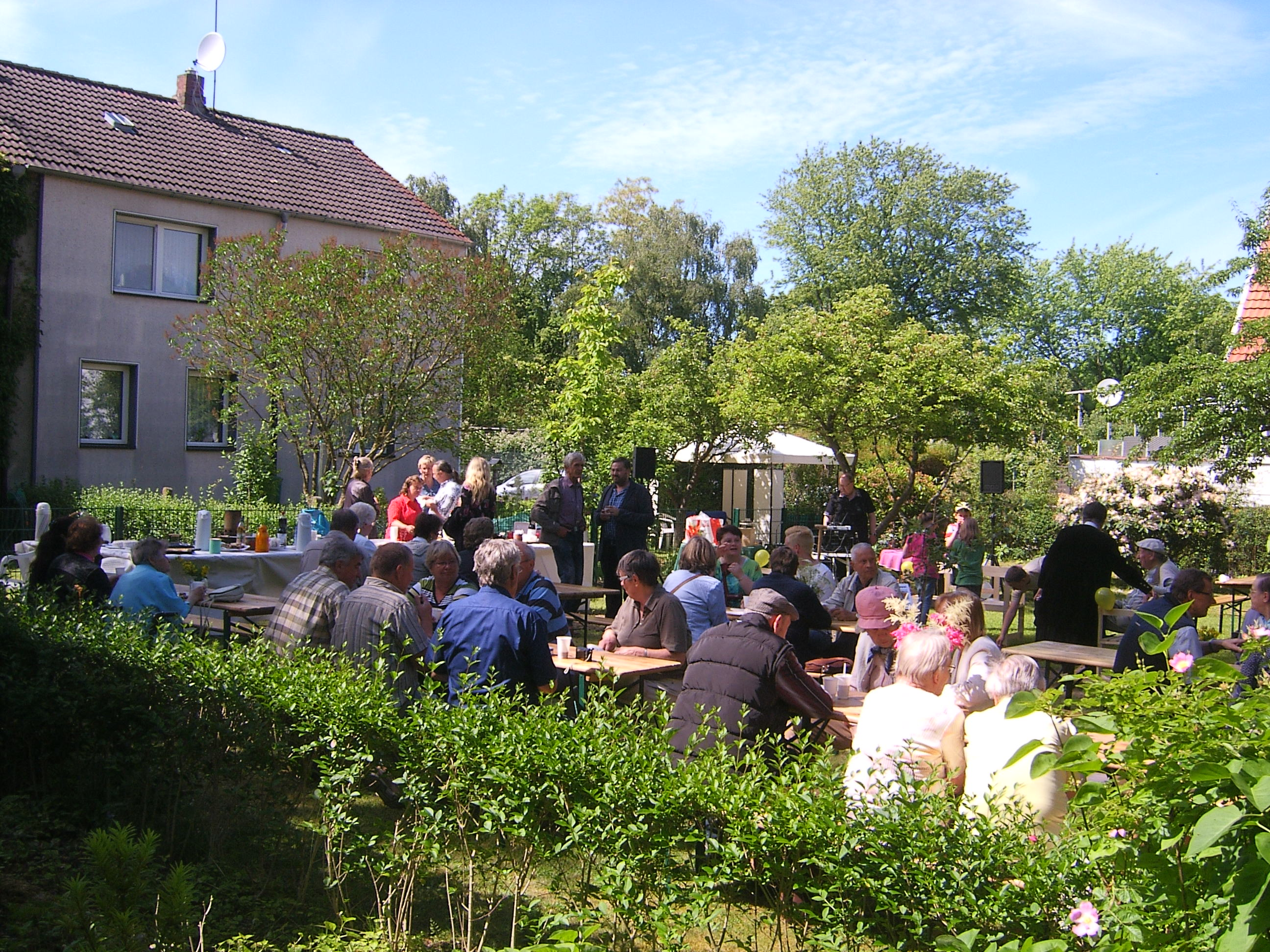
Sommerfest zum 95. Jahrestag der Besiedlung auf dem Druwappelplatz, 26. Juni 2015

Der Druwappelplatz war der erste bebaute und bis ca. 1955 der zentrale Platz des Ortsteils Reutershagen, Rostock. Auf ihm kreuzen sich der Liningweg und der Miningweg. Das Ortsamt West und der Markt Reutershagen als heutiges Zentrum mit der Reuterpassage befinden sich in unmittelbarer Nähe (100 m südlich).

## Geschichte
Die Bebauung des Druwappelplatzes begann im Zuge der durch den Ersten Weltkrieg aufgeschobenen Gartenstadt-Bewegung Rostocks. Ursprünglich als „Kleinsiedlung Barnstorf-Bramow“ geplant, entstanden 1920 die ersten Häuser am Siedlungsweg (heute Liningweg) und dem zentralen Siedlungsplatz (heute Druwappelplatz).
Die großzügigen Grundstücke wurden mit Doppelhäusern bebaut. Entsprechend dem Gedanken der Gartenstadtbewegung, befanden sich hinter den Häusern große Gartenbereiche zur Eigen-Erwirtschaftung des Gemüse-Bedarfes und für die höfische Tierhaltung. Zudem wurden die Felder hinter den Häusern von den Anwohnern für Getreide- und Kartoffelanbau gepachtet.
Die Benennung des Druwappelplatzes sowie des Lining- und des Miningweges sind erst seit 1922 belegt und dieses Jahr gilt als Gründungsjahr Reutershagens.
Auf dem Druwappelplatz als zentralem Platz spielte sich ein großer Teil des öffentlichen Lebens ab. Hier befand sich im Haus Druwappelplatz 2 neben der Poststelle des Postamtes auch der lokale Ortsbeauftragte des Landratsamtes für Rostock-Schutow. Entsprechend wurde auf dem Druwappelplatz auch der Kasten mit den amtlichen Bekanntmachungen aufgestellt. Um den Platz lief die Zulieferstraße der Post, die von hier aus in ganz Reutershagen verteilt wurde.
Mit der Erweiterung Reutershagens ab 1953 um den Bereich „Reutershagen 1“ verlor der Platz seine Bedeutung. Einwohner erhielten Teile als Austauschfläche für hinter den Häusern weggefallene Flächen, die heute zur Conrad-Blenkle- und Mathias-Thesen-Straße gehören. Dieser Tausch wurde von der Stadt Rostock nach der Wende nicht anerkannt, da eine Eintragung ins Grundbuch zu DDR-Zeiten nicht vorgenommen wurde. Die betroffenen Einwohner zahlten seit dem Tausch und zahlen z. T. bis heute (Stand 2015) für die geänderte Fläche Grundstückssteuern an die Stadt Rostock. Der betroffene Bereich wurde gärtnerisch genutzt. Das Restgrundstück des Druwappelplatzes, das zu DDR-Zeiten offiziell im Besitz der Stadt verblieb, verwilderte. Der Besitzstand der Grundstücksanteile ist noch heute (Stand 2015) am Pflegezustand deutlich erkennbar.

## Trivia
Der Druwappelplatz wurde mit der Benennung von den Einwohnern mit einer Linde vor jedem Haus und einem Druwappelbaum im Mittelpunkt gestaltet. Von der Ursprungsbepflanzung sind noch zwei ca. 100 Jahre alte Linden erhalten. Daneben gibt es weitere ca. 50 Jahre alte Linden und diverse Bäume, die im Baumkataster der Stadt Rostock geführt werden.
Der Druwappel ist seit mehr als 400 Jahren beschrieben und gehört damit zu den ältesten nachgewiesenen Obstarten. Er war in Norddeutschland sehr verbreitet und ist heute selten und bedroht.
Lining und Mining Nüßler waren zwei Geschwister aus den Geschichten von Fritz Reuter, die er wegen ihrer „gelben“ Haare und roten Wangen als „Druwappels“ bezeichnete. Diese drei Motive gaben den ersten Straßen und dem Zentralplatz den Namen und der Schöpfer wurde mit dem Stadtteil-Namen Reutershagen geehrt.
Reuter hat den Druwappel berühmt gemacht, so dass er in anderen bekannten Werken Aufnahme fand, ebenso Lining und Mining.

## Bestrebungen zum Verkauf des Platzes
Die Stadt Rostock hat den Druwappelplatz zum Verkauf ausgeschrieben. Sie argumentiert mit dem Wohnungsmangel, dem einmaligen monetären Effekt für die knappe Haushaltskasse und der fehlenden öffentlichen Nutzung. Nur eine Linde von den zahlreichen Bäumen soll bewahrt werden.
Dagegen hat sich eine Initiative aufgestellt, die den Platz erhalten möchte.
Sie argumentiert mit der Widmung des Platzes aus Unvordenklicher Verjährung, da der Platz von den Einwohnern und vom Ortsamt und dem Ortsbeirat als öffentlich angesehen wird und schon seit Jahren für eine Denkmalsgestaltung vorgesehen ist (Protokoll Sitzung Ortsbeirat vom 8. März 2011: „Grundstücksfläche im Bereich des Druwappelplatzes ist der Ursprung von Alt Reutershagen, auf den öffentl. Grundstück wäre eine Kennzeichnung denkbar“).
In diesem Sinne unterstützt die Initiative die Gestaltung der Fläche in Vorbereitung und Würdigung der 800-Jahr-Feier der Hansestadt Rostock und der 100-Jahr-Feier des Stadtteiles Reutershagen und hat Konzepte entwickelt, die vom Ortsbeirat und vielen Bürgern unterstützt werden. Die enge und laut Ausschreibung weitaus höher geplante Bebauung als der Bestand (11,50 m statt ortsüblich 8,50 m) wird bemängelt, da der Charakter Reutershagens als grüne Siedlung gerade an deren Ursprung zerstört würde. Das stünde im deutlichen Gegensatz zu den Leitlinien zur Stadtentwicklung Rostock 2025.
Für den Verkauf und die Bebauung des Platzes hat der Hauptausschuss der Bürgerschaft der Hansestadt Rostock mit der Stimme des Oberbürgermeisters Roland Methling gegen das Votum des Ortsbeirates, des Liegenschafts- und Vergabeausschusses sowie die Stimmen einer Bürgerinitiative am 17. November 2015 entschieden. Die Bürgerinitiative hat daraufhin beim Oberbürgermeister und beim Präsidenten der Bürgerschaft eine Petition eingereicht, deren Ziel die Annullierung des gefassten Beschlusses ist.